# Trung Xuyên Vương
Trung Xuyên Vương (224–270, trị vì 248–270) là vị quốc vương thứ 12 của Cao Câu Ly, vương quốc cực bắc trong Tam Quốc Triều Tiên.

## Bối cảnh lên ngôi
Ông là vương tử của Đông Xuyên Vương và đã được chỉ định là người thừa kế ngai vàng vào năm trị vì thứ 17 của phụ thân. Sau khi Đông Xuyên Vương mất năm 248, Trung Xuyên Vương kế vị.

## Trị vì
Tháng 11 cùng năm, các đệ của Trung Xuyên Vương là Cao Dự Vật (Go Ye-mul), Cao Xa Câu (Go Sa-gu) cùng với đồ đảng âm mưu tạo phản, nhưng thất bại và bị giết.
Vua lập Vương hậu là người họ Chuyên (Yeon), đến từ Chuyên Na bộ (Yeonna-bu). Năm 251, vương hậu do đố kị với một người vợ khác của vua là Quán Na (Gwanna) phu nhân đã dìm chết phu nhân ở Hoàng Hải.
Năm 255, Trung Xuyên Vương phong cho vương tử Dược Lô làm thế tử.
Năm 259, tướng Tào Ngụy Uất Trì Giai đem quân xâm lược Cao Câu Ly. Quốc vương cử 5.000 kị binh ra nghênh chiến; quân Tào Ngụy bị đánh bại và bị giết mất 8.000 quân.
Năm 270, quốc vương băng hà ở tuổi 46.